# Harpal Singh
Harpal Singh (* 15. September 1981 in Bradford) ist ein ehemaliger indisch-englischer Fußballspieler. Während seiner Karriere spielte er für Vereine wie Leeds United, Stockport County, Sligo Rovers, Bohemians und Dundalk.

## Karriere
Das Fußballspielen begann er bei Leeds United. Seine Profikarriere startete er beim FC Bury und bei AFC Wrexham, an den er ausgeliehen worden war. Singh’s bevorzugte Spielposition ist auf dem linken Flügel. Von 2004 bis 2006 spielte er bei Stockport County und wurde dann von Sligo Rovers abgeworben. Im Januar 2007 unterzeichnete er einen Vertrag bei Bohemians, wo er zwei Jahre blieb. In dieser Zeit konnte er 2008 den Ligatitel gewinnen. Am 1. Januar 2009 schloss er sich für sechs Monate dem irischen Aufsteiger Dundalk an, wo sein ehemaliger Trainer Sean Connor die Mannschaft leitete. Nachdem er entlassen worden war, war Singh vier Monate vereinslos, ehe er sich dem AFC Guiseley aus der Northern Premier League anschloss. Singhs Engagement bei Guiseley endete nach der Spielzeit. Im Juli 2010 beendete er seine aktive Karriere.

## Nationalmannschaft
Singh wurde 2005 erstmals in die indische Fußballnationalmannschaft berufen. In 15 Einsätzen gelangen ihm vier Tore.

## Errungene Titel
- League of Ireland: 2008